# Amazonas (mitologia)

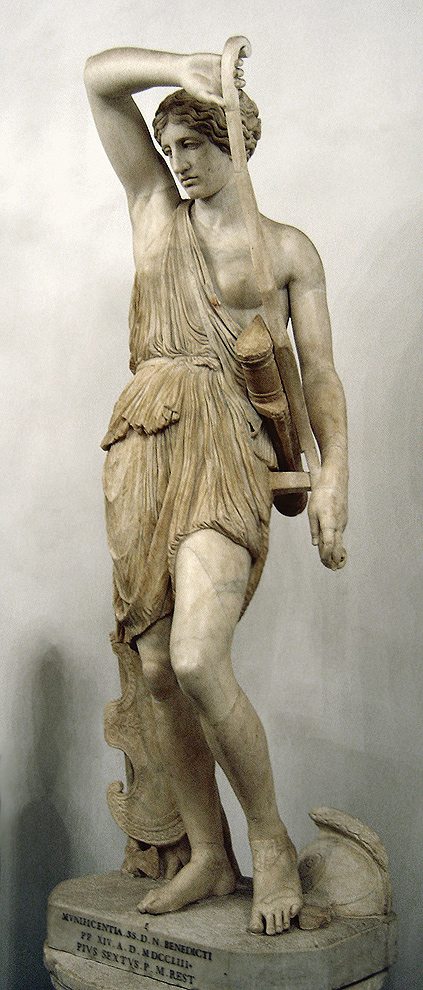
Amazona ferida
Cópia de Fídias, nos Museus Capitolinos, de Roma

As amazonas (em grego clássico: Αμαζόνες; romaniz.: Amazónes) eram as integrantes de uma antiga nação de mulheres guerreiras da mitologia grega. Heródoto as colocou numa região situada às fronteiras da Cítia, na Sarmácia.
Entre as rainhas célebres das amazonas estão Pentesileia, que teria participado da Guerra de Troia, e sua irmã, Hipólita, cujo cinturão mágico foi o objeto de um dos doze trabalhos de Hércules. Saqueadoras amazonas eram frequentemente ilustradas em batalhas contra guerreiros gregos na arte grega, nas chamadas amazonomaquias.
Na historiografia greco-romana, existem diversos relatos de invasões das amazonas na Anatólia. As amazonas foram associadas com diversos povos históricos, ao longo da Antiguidade tardia. A partir do período moderno, seu nome passou a ser associado com as  mulheres guerreiras da atualidade. O termo Amazonas é frequentemente utilizado para se referir a mulheres que montam a cavalo, participando em provas de equitação em destreza ou salto.

## Etimologia
O termo amazona  tem uma das etimologias mais controversas da mitologia grega; existem numerosas teorias a respeito da origem da denominação.
Entre as principais hipóteses, estaria uma provável derivação do gentílico iraniano *ha-mazan-, que significaria originalmente "guerreiras". Já outra teoria diz que o termo significa "sem seio", em grego, já que, segundo algumas versões do mito, as amazonas cortavam um dos seios para melhor manejar os arcos.
Segundo outra fonte, a etimologia folclórica que relaciona os seios é incorreta pois não há imagens ou fontes que a refiram. De origem cítia, as amazonas eram iranianas conhecidas por montar a cavalos; os jônicos, sempre ameaçados pelos persas (que eram os mais importantes dentre os iranianos), foram os primeiros a entrar em contato. Amazōn é a forma jônica para a palavra ha-mazan de origem iraniana, cujo significado é "lutando junto".
No livro Matriarchat in Südchina: Eine Forschungsreise zu den Mosuo (Taschenbuch), a autora, Heide Göttner-Abendroth, revela a raiz comum da palavra Ama para a sociedade matriarcal ainda existente na China, no povoado de Moso, cujo significado é mãe, na língua local dos mosos; a palavra encontra a mesma raiz no norte da África, onde também o matriarcado existiu e os quais se auto denominavam amazigue. Por esta razão, a antiga palavra Ama tem o significado de Mãe no sentido mais estrito e no sentido figurativo denomina cultura matriarcal.
O prefixo relaciona-se também com a mitologia babilônia e sua deusa suprema, Tiamat: algumas fontes identificam-na com uma serpente do mar ou dragão. No poema Enuma Elish, o épico babilônio da criação, ela dá vida à primeira geração. Os céus e a terra são formados a partir de seu corpo dividido. Thorkild Jacobsen a Walter Burkert ambos relacionam-na com a palavra acádia para mar, tâmt'u', derivado de 'ti'amtum. Tiamat pode derivar também da palavar suméria ti, 'vida", e ama, "mãe".

## Mitologia Amazonas

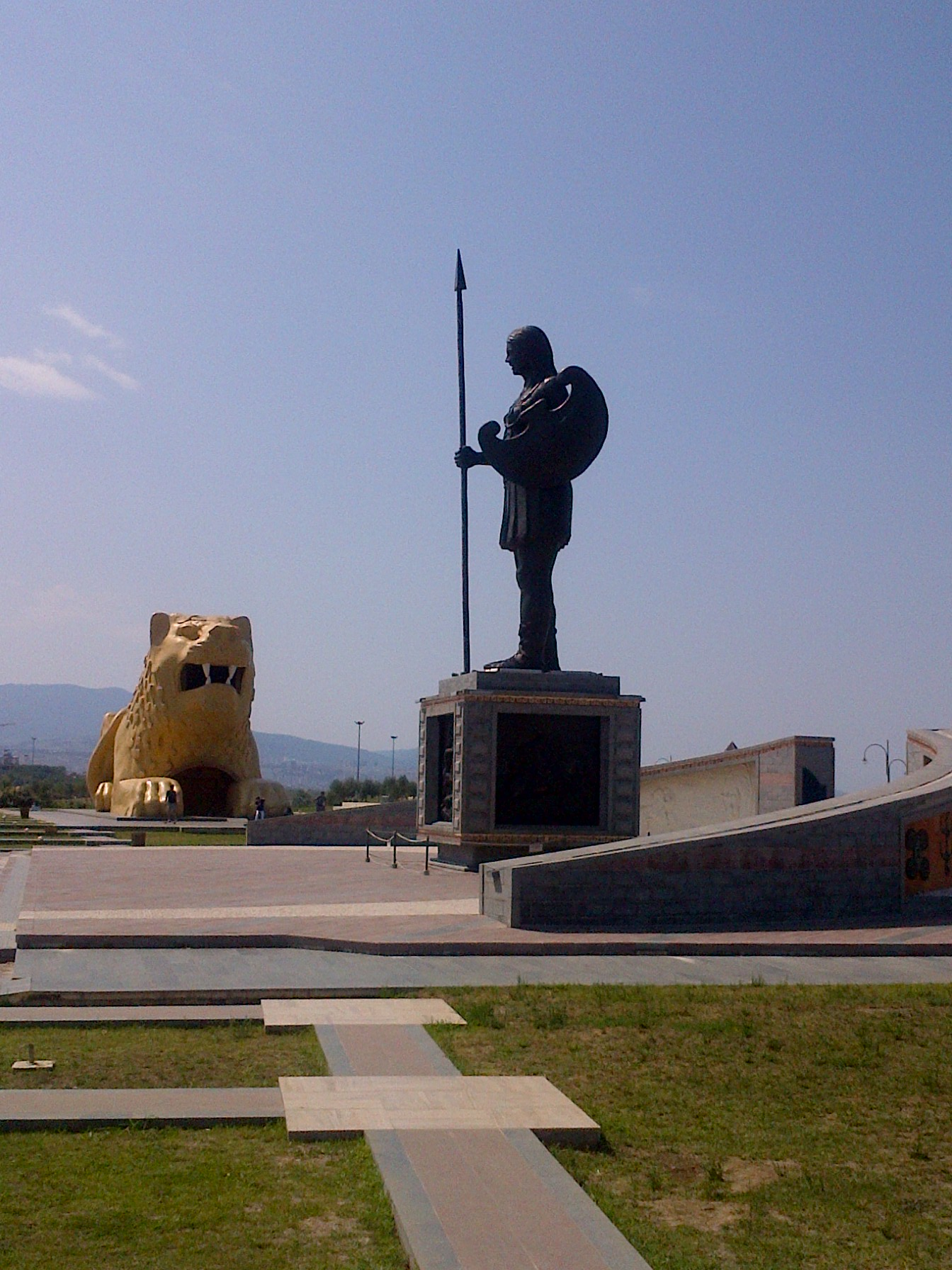
Monumento às amazonas
em Samsun, Turquia

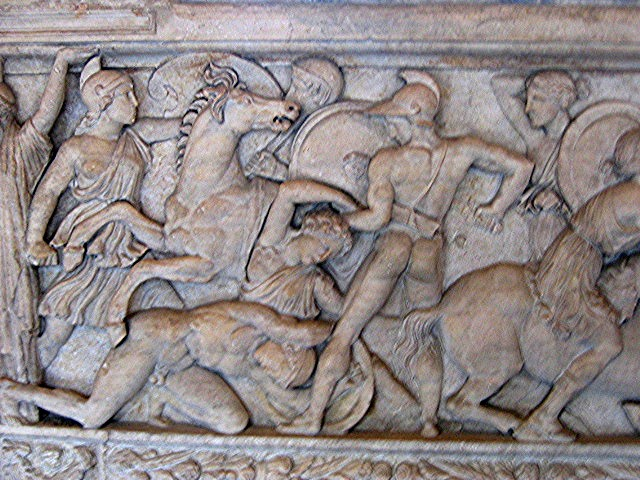
Amazonomaquia (luta entre gregos e amazonas) relevo de sarcófago, c., encontrado em Salonica, Grécia, 1836

As amazonas teriam vivido na região do Ponto, parte da atual Turquia, próximo à costa do mar Euxino (o mar Negro). Teriam formado um reino independente, sob o governo de uma rainha, das quais a primeira teria se chamado Hipólita ("égua solta, indomada").
De acordo com o dramaturgo Ésquilo, num passado distante as amazonas teriam vivido na Cítia, no lago Meótis (atual mar de Azove), porém teriam se mudado posteriormente para Temiscira, no rio Termodonte (atual Terme, no norte da Turquia). Heródoto as chamou de Androktones ("matadoras de homens"), afirmando que no idioma cita elas eram chamadas de Oiorpata, que ele assegurava ter este significado.
Em certas versões do mito, nenhum homem podia ter relações sexuais, ou viver na comunidade amazona; porém uma vez por ano, de modo a preservar a sua raça da extinção, as amazonas visitavam os gargáreos, uma tribo vizinha. As crianças do sexo masculino que nasciam destas relações eram mortas, enviadas de volta para os seus pais ou expostas à natureza; já as crianças do sexo feminino eram mantidas e criadas por suas mães, treinadas em práticas agrícolas, na caça e nas artes da guerra.

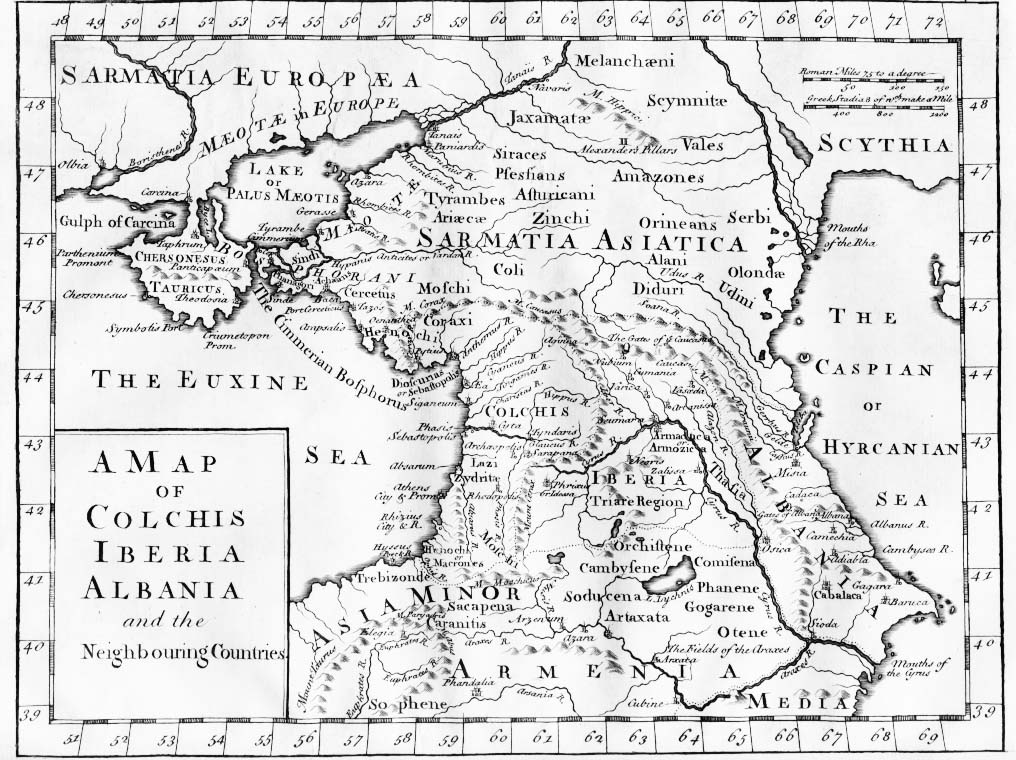
Um cartógrafo de Londres não-identificado estabeleceu em 1770 as amazonas no norte da Sarmácia Asiática, baseado em fontes de informações literárias gregas

Na Ilíada, de Homero, as amazonas foram chamadas de Antianeira ("aquelas que lutam como homens").
As amazonas também aparecem no mito de Jasão e os Argonautas, que teriam aportado na ilha de Lemnos, em seu caminho até a terra da Cólquida. Descobriram que a ilha era habitada somente por mulheres, governadas pela rainha Hipsípile. Deram à ilha o nome de Gynaikokratumene, palavra grega que pode ser traduzida como "reinada por mulheres". Apolônio de Rodes escreveu que as mulheres receberam Jasão e seus companheiros em formação de batalha - "Hipsípile assumiu as armas de seu pai, e liderou as tropas, estonteante em seus encantos". A jovem rainha contou então ao herói que Lemnos havia sido invadida, e todos os homens assassinados, convidando os Argonautas a tomarem os lugares dos seus falecidos esposos. Sem perceber o ardil, já que na realidade eles seriam assassinados como aqueles que os haviam antecedido, os Argonautas decidem ir embora e, enquanto velejam pelo Helesponto (estreito de Dardanelos), para dentro do mar Euxino, ouvem: "fuja da costa amazônica, ou Temiscira logo, com rude alarme, reunirá e armará suas amazonas."
As amazonas aparecem na arte grega do período arcaico da história da Grécia, associadas a diversas lendas. Teriam invadido a Lícia, porém foram derrotadas por Belerofonte, que foi enviado para combatê-las por Ióbates, rei daquela nação, na esperança de que o herói morresse nas mãos delas, tamanha era a confiança na força das guerreiras, na época. A tumba de Mirina é mencionada na Ilíada; interpretações posteriores a viram como uma amazona; de acordo com Diodoro Sículo, a rainha Mirina teria liderado as amazonas numa vitória contra a Líbia e as górgonas.
Teriam também atacado os frígios, que foram auxiliados por Príamo, então um jovem rapaz. No entanto, anos mais tarde, próximo ao fim da Guerra de Troia, suas antigas oponentes se juntaram a ele contra os gregos, sob a rainha Pentesileia "trácia por nascimento", morta por Aquiles no Etiópida, poema épico de Artino de Mileto que continuou a Ilíada.
Um dos doze trabalhos impostos ao herói Héracles (Hércules na mitologia romana) por Eristeu foi o de obter a cinta da rainha amazona Hipólita. Foi acompanhado por seu amigo, Teseu, que raptou a princesa Antíope, irmã de Hipólita, um incidente que levou a uma invasão retaliatória da Ática na qual Antíope morreu, lutando ao lado de Teseu contra suas compatriotas. Em certas versões, no entanto, Teseu se casa com Hipólita, enquanto noutras casa-se com Antíope e ela sobrevive. A batalha entre os atenienses e as amazonas é frequentemente celebrado num tipo específico de arte, chamado de amazonomaquia, em baixos-relevos de mármore como os que existiam no Partenon, ou as esculturas do Mausoléu de Halicarnasso.

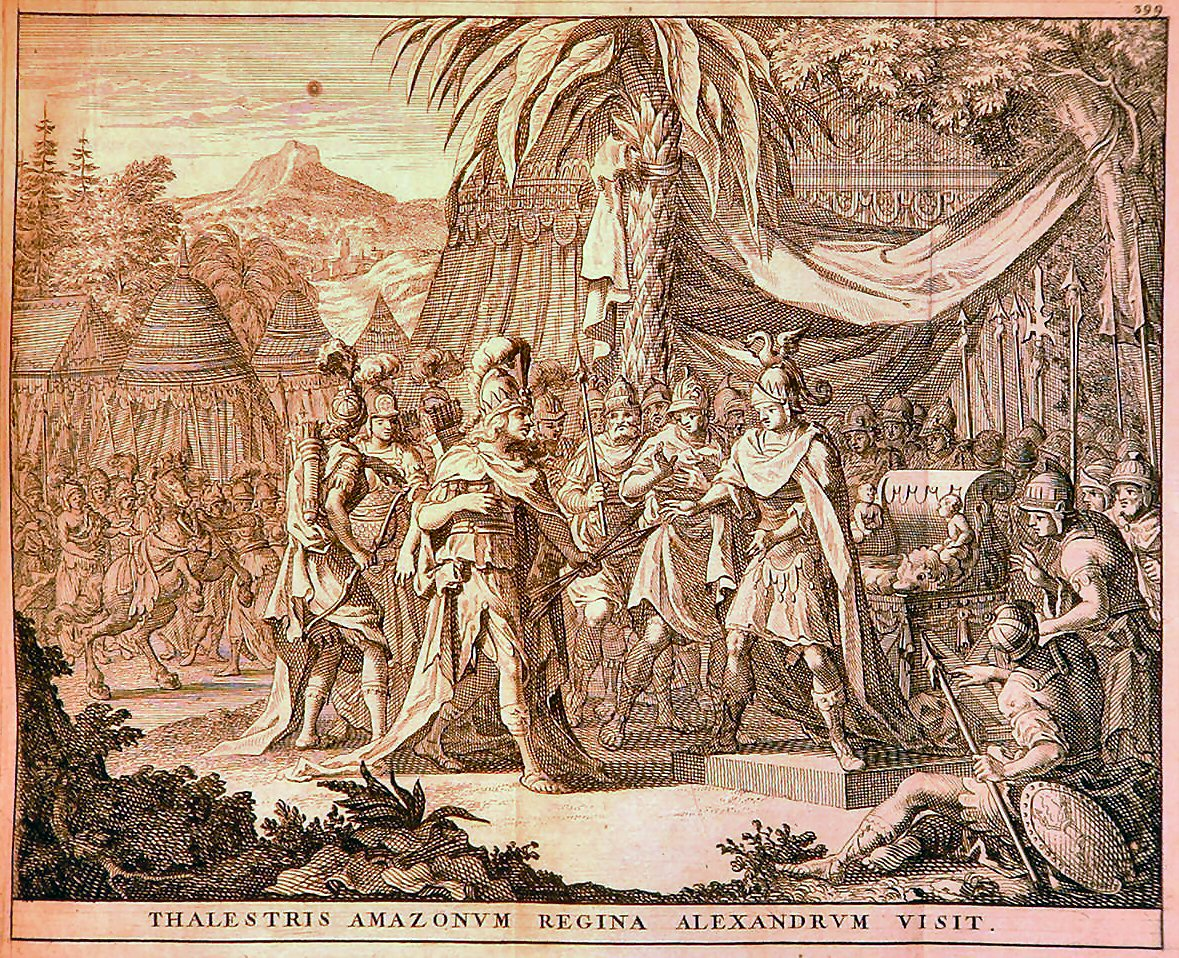
Taléstris, rainha das amazonas, visita Alexandre, o Grande
Ilustração de 1696

As amazonas também teriam empreendido uma expedição à ilha de Leuke, na foz do rio Danúbio, onde as cinzas de Aquiles teriam sido depositadas por sua mãe, Tétis. O fantasma do herói morto apareceu, assustando tanto os cavalos das guerreiras, que estas foram derrubadas e pisoteadas por eles, forçando-as a fugir. Pompeu teria encontrado-as no exército de Mitrídates IV do Ponto.
Biógrafos de Alexandre, o Grande mencionam a rainha amazona Taléstris, que teria visitado o grande rei macedônio e tido um filho com ele. No entanto, diversas outras fontes refutam a alegação, incluindo Plutarco que em seus escritos menciona o momento em que o comandante naval secundário de Alexandre, Onesícrito, teria lido a passagem sobre as amazonas de sua história de Alexandre para o rei Lisímaco, da Trácia, que também estava na expedição original; o rei, ao ouvir o relato, teria sorrido e dito: "E onde estava eu, então?"
A caracterização feita pelo escritor romano Virgílio da donzela guerreira Volsca Camilana Eneida, foi influenciada pelo mito das amazonas.

### Culto às amazonas
De acordo com (Plutarco, no seu Teseu, e Pausânias), tumbas das amazonas podiam ser encontradas frequentemente por todo o mundo grego, juntamente com estátuas que as representavam. Tanto em Cálcia como em Atenas, segundo Plutarco, existia um Amazoneu, ou santuário dedicado especialmente às amazonas, o que implicava a presença de um culto. No dia que antecedia a Teseia, em Atenas, sacrifícios eram feitos anualmente às amazonas. Em tempos históricos, as donzelas gregas de Éfeso executavam uma dança circular, vestindo escudos e armas, uma tradição que teria sido estabelecida por Hipólita e suas amazonas. As amazonas também teriam erguido uma bretas, ou estátua de madeira, da deusa Ártemis.

### Amazonas na arte grega

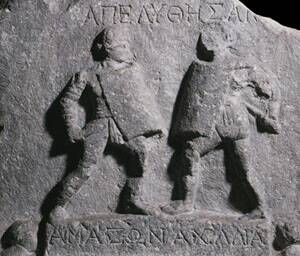
Amazonia e Achillea
Relevo antigo mostrando duas gladiadoras

Nas obras de arte, as batalhas entre as amazonas e os gregos eram colocadas no mesmo nível, e frequentemente associadas com as batalhas entre gregos e centauros. Sua aparência, no entanto, uma vez que passaram a ser aceitas e introduzidas na poesia e na arte nacional do povo grego, foi alterada gradual e drasticamente, passando a ter cada vez menos o aspecto de seres incomuns. Suas ocupações eram a caça e a guerra; suas armas, o arco e flecha, lanças, machados ou lábris, um meio-escudo, quase sempre em formato de crescente, chamado de pelta, e, na arte mais antiga, um capacete, modelado aparentemente no que era usado pela deusa Atena. Na arte posterior sua aparência se aproxima daquela de Ártemis, e vestem vestidos finos, e por vezes até mesmo com roupas de origem persa, como calças apertadas e uma boina alta chamada de kidaris. Quase sempre eram retratadas sobre os cavalos, e podem ser identificadas nas pinturas em vasos pelo fato de usarem apenas um brinco. A batalha entre Teseu e as amazonas (Amazonomaquia) é um tópico favorito nos frisos dos templos, vasos e relevos em sarcófagos; em Atenas, estavam representadas no escudo da estátua gigantesca de Atena Partênope, em murais no Theseum e no Pórtico Pintado.

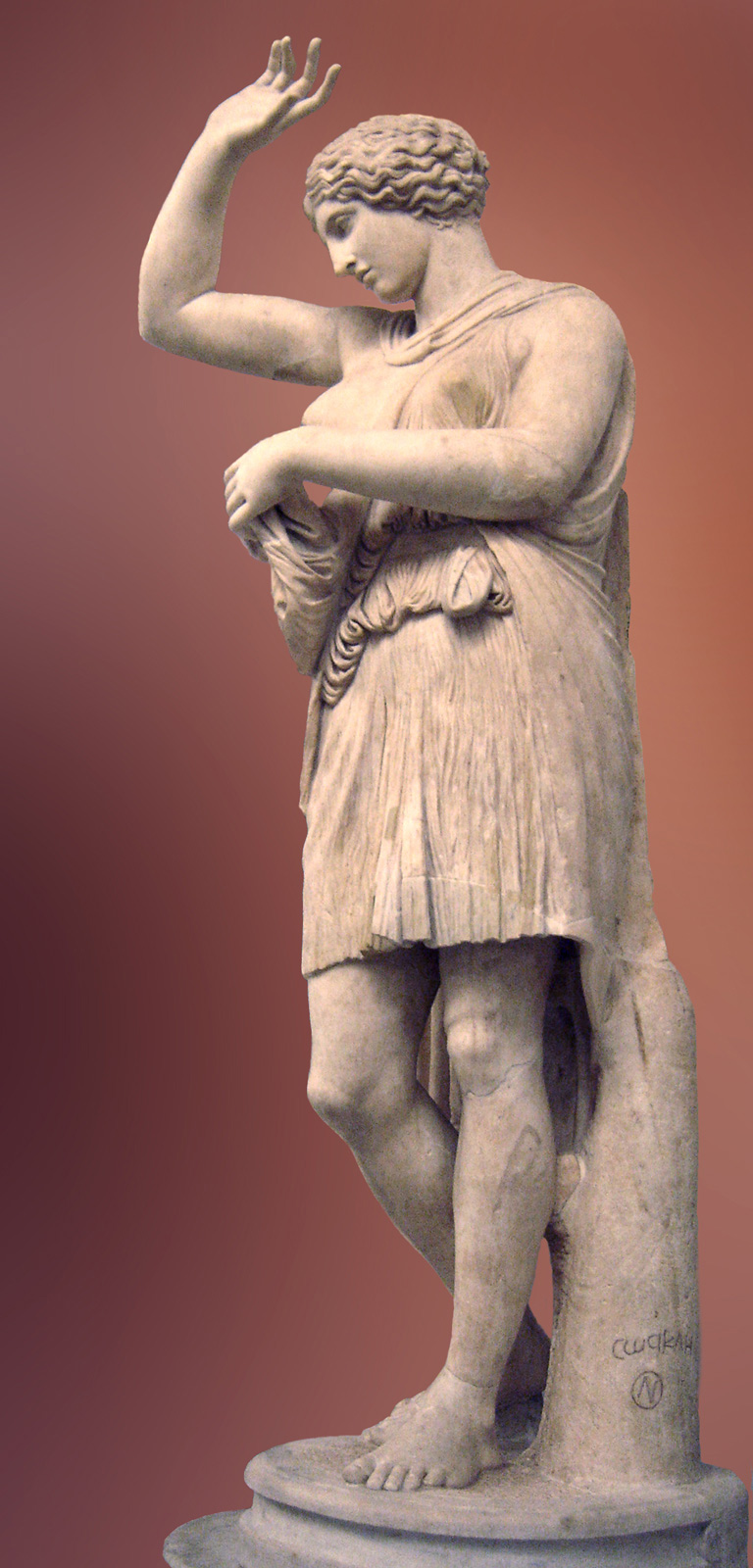
Amazona ferida
Sósicles, Museus Capitolinos

### Amazonas na historiografia greco-romana
Heródoto relatou que os sármatas eram descendentes das amazonas e dos citas, e que as suas mulheres ainda observavam alguns costumes maternais antigos, como "frequentemente sair para caçar a cavalo com seus maridos; participar da guerra; e vestir o mesmo tipo de roupa que os homens". Ainda segundo ele, "nenhuma garota [sármata] se casa até que tenha matado um homem em batalha". Heródoto também conta a história do grupo de amazonas que cruzou o lago Meócio (atual mar de Azov) rumo à Cítia, próximo a uma região de penhascos (no atual sudoeste da Crimeia). Após aprender o idioma cita, elas teriam concordado em se casar com os homens citas, sob a condição de que não fossem obrigadas a seguir os costumes das mulheres citas. De acordo com Heródoto, este grupo teria se deslocado rumo ao nordeste, e se assentado definitivamente além do rio Tánais (atual Don), e tornaram-se os ancestrais dos sauromatas - que, também de acordo com Heródoto, teriam lutado juntamente com os citas contra Dario, o Grande, no século V a.C.
Hipócrates descreveu-as como não tendo os seios direitos, alegando que desde a tenra infância os bebês eram mutilados por instrumentos de bronze em brasa, construídos para este propósito; estes eram aplicados contra o seio, forçando a cauterização, de modo a interromper seu crescimento, pois acreditavam que desta maneira a força e a potência seriam desviados para o ombro e braço direitos e também acreditavam que sem o seio conseguiram maior agilidade ao armar o arco com a flecha.
As amazonas desempenharam um papel importante na historiografia romana. Júlio César lembrou ao senado romano sobre a conqusita de grandes partes da Ásia por Semíramis e as amazonas. Incursões bem-sucedidas das amazonas contra a Lícia e a Cilícia eram contrastadas com a resistência efetiva feita pela cavalaria lídia contra os invasores romanos.
Gneu Pompeu Trogo presta atenção particularmente detalhada às amazonas; o relato de que elas teriam sua origem numa colônia capadócia de dois príncipes citas, Ilinos e Escolopetos, é sua.
Diodoro relata a história de Héracles (Hércules na mitologia romana), que teria derrotado as amazonas em Temiscira. Filóstrato coloca o lar das amazonas nos montes Tauro. Amiano Marcelino, por sua vez, coloca-as a leste de Tánais, próximas aos alanos, enquanto Procópio de Cesareia as descreve como nativas do Cáucaso.
As amazonas continuam a ser vistas por toda a Antiguidade tardia como históricas, embora Estrabão apresente algum ceticismo quanto à sua historicidade. Diversos dos primeiros intelectuais cristãos falam das amazonas como pessoas reais. Solino cita o relato de Plínio, o Jovem, e Claudiano comenta o caso de diversas mulheres góticas que teriam se identificado como amazonas. O relato de Justino foi utilizado como fonte por Orósio, e continuou a ser lido durante toda a Idade Média europeia. Autores medievais também adotaram a tradição de localizar as amazonas no norte; Adão de Bremen teria as situado no mar Báltico, enquanto Paulo, o Diácono as sitou no coração da Germânia.

## Renascimento
As amazonas continuaram a ser discutidas pelos autores do Renascimento europeu; autores medievais e renascentistas creditavam às amazonas a invenção dos machados de batalha, o que provavelmente estaria relacionado ao sagaris, uma arma similar a um machado associada com as tribos citas pelos autores gregos (ver Kurgan de Aleksandrovo). Paulus Hector Mair, célebre estudioso de armas e artes marciais, expressa algum assombro com o fato duma "arma masculina" ter sido inventada por uma "tribo de mulheres", porém aceita o fato em respeito à autoridade de sua fonte, o filólogo e historiador Johannes Aventinus.
Foram também referidas pelo viajante medieval sir John Mandeville, no capítulo XVII do livro que relata as suas viagens.
O poema épico Orlando Furioso, de Ludovico Ariosto, menciona uma nação de guerreiras, comandadas pela rainha Oronteia; o épico descreve a sua origem como a do mito grego, na qual as mulheres, após serem abandonadas por um grupo de guerreiros infiéis, se juntam para formar uma nação na qual os homens têm seu número drasticamente reduzido, de forma a prevenir que eles reconquistem o poder.

## Contexto histórico
Segundo o classicista Peter Walcot, "sempre que as amazonas eram situadas geograficamente pelos gregos, fosse em algum ponto do mar Negro, no distante a nordeste, ou na Líbia, no mais longínquo sul, eles sempre as colocavam além dos confins do mundo civilizado. As amazonas existiam fora do alcance da experiência humana normal."
Ainda assim não faltam teorias sobre um possível fundo histórico do mito das amazonas na historiografia grega, com os candidatos mais óbvios sendo as regiões históricas da Cítia e da Sarmácia, de acordo com o relato de Heródoto - embora alguns autores prefiram uma possível comparação com as diversas culturas da Anatólia, ou até mesmo da Creta minoica.
A especulação de que a ideia das amazonas possa conter um fundo de realidade vem sendo baseada nos últimos anos em descobertas arqueológicas feitas em sepulturas, que apontam para a possibilidade de que algumas mulheres sármatas participavam dos combates, ao lado dos homens. Estas descobertas levaram alguns estudiosos a sugerir que a lenda das amazonas possa ter sido "inspirada por guerreiras reais", embora esta continue sendo uma opinião minoritária entre os historiadores e classicistas. 

### Cítia

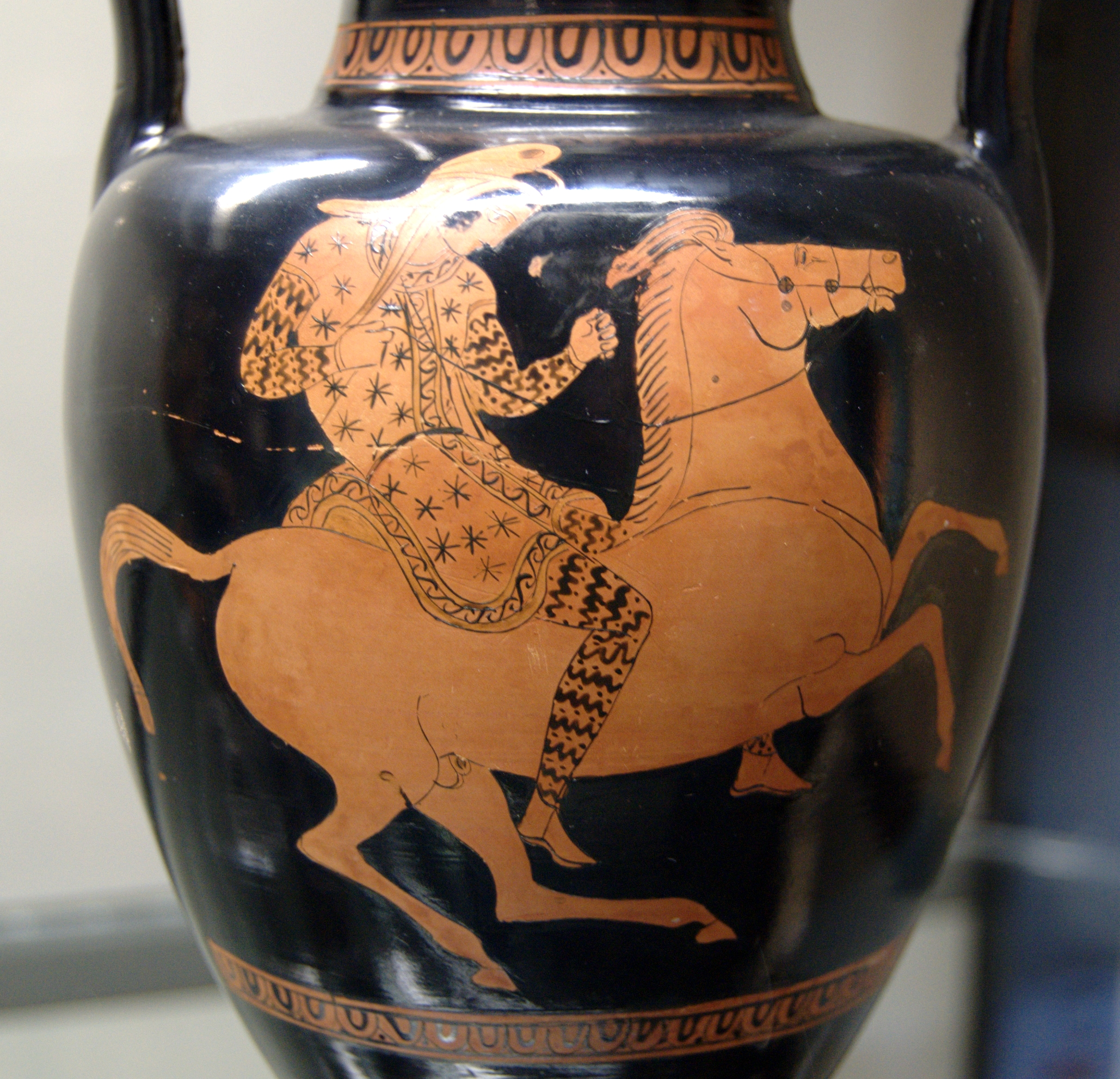
Amazona cavalgando em roupas citas
Vaso ático, ca.

As evidências arqueológicas parecem confirmar a existência de "mulheres-guerreiras" entre os sármatas, além do papel ativo das mulheres tanto na vida social quanto nas operações militares daquela sociedade. As sepulturas com corpos de mulheres sármatas armadas correspondem a cerca de 25% do total encontrado, e quase todas eram enterradas com arcos.
Segundo a arqueóloga russa Vera Kovalevskaya, enquanto os homens citas estavam longe, guerreando ou caçando, as mulheres assumiam um estilo de vida nômade, e aprendiam a defender a si mesmas, aos seus animais e pastos de maneira competente. Antes que a arqueologia moderna descobrisse diversas sepulturas citas destas guerreiras, enterradas sob kurgans na região das montanhas Altai e da Sarmácia, dando uma forma minimamente concreta, finalmente, aos contos gregos de amazonas a cavalo, a origem da história das amazonas tinha sido sujeitada a muitas especulações, por diversos estudiosos da filologia clássica.
Segundo Adrienne Mayor, pesquisadora da Universidade Stanford, evidências arqueológicas sustentando a historicidade de mulheres guerreiras vivendo nas regiões apontadas pelos gregos como a terra das amazonas, especialmente a Cítia, têm se avolumado nos últimos anos. Cerca de um terço das tumbas citas femininas identificadas recentemente continham também esqueletos de cavalos e armas (flechas, machados, lanças), e os corpos das mulheres estavam em posição de cavaleiro. Várias mulheres mostravam evidências de ferimentos consistentes com lutas guerreiras. Esse modo de enterramento era idêntico ao de outras tumbas com despojos militares e corpos masculinos, mostrando as mulheres socialmente como iguais aos homens. A pesquisadora disse ainda que o maior conhecimento atual sobre a cultura cita mostrou que algumas narrativas sobre as amazonas eram fantasiosas. Elas não amputavam um seio para lutar melhor (de fato vários autores discordaram dessa afirmação já na Antiguidade e na iconografia grecorromana elas nunca foram representadas com tal mutilação), não temiam, nem odiavam nem escravizavam os homens, ao contrário, mantinham relações estáveis com eles e constituíam famílias, e não há evidências de que rejeitassem ou matassem bebês masculinos. Para um povo nômade como os citas, que vivia em regiões ásperas e desoladas, dependiam da caça e enfrentavam frequentemente tribos hostis, era vantajoso e mesmo necessário educar as meninas na cavalaria, na caça e nas artes militares da mesma forma que os meninos, a fim de aumentar as chances de sobrevivência de todo o grupo, sendo um modo de vida que encorajava a igualdade entre os sexos. Já as narrativas que mostravam as mulheres como tão boas guerreiras quanto os homens adquirem com as pesquisas recentes uma sólida base factual.

### Creta minoica
Quando a arqueologia da Civilização Minoica ainda estava em sua infância, uma teoria foi levantada num artigo científico sobre as amazonas feito por Lewis Richard Farnell e John Myres para o livro Anthropology and the Classics ("Antropologia e a Filologia Clássica"), de Robert Ranulph Marett (1908), que colocava a possível origem das amazonas nesta civilização surgida na ilha de Creta, ao sul da Grécia, apontando diversas semelhanças entre as duas culturas. De acordo com Myres, a tradição, interpretada sob a luz das evidências fornecidas pelos supostos cultos às amazonas, parece ter sido muito semelhante, e até mesmo se originado na cultura minoica."

## América do Sul
O explorador espanhol Francisco de Orellana, desbravando a floresta tropical sul-americana, em 1541, afirmou haver lutado com mulheres guerreiras que, das margens do rio Nhamundá, disparavam-lhes flechas e dardos de zarabatanas. O mito difundiu-se nos relatos e livros, sem escopo popular algum, mesmo assim fazendo com que aquelas regiões viessem a receber o nome das mulheres guerreiras da mitologia grega. Outra versão diz que Orellana, ao avistar os índios ao longe, confundiu-os com mulheres, já que usavam cabelos compridos como as mulheres europeias em suas canoas (montarias).